# Ryōko Shiraishi
Ryōko Shiraishi (白石涼子, Shiraishi Ryōko, née le 7 septembre 1982 à Kashiba, Japon) est une seiyū et chanteuse, ayant débuté en 2002.
Elle a participé en tant que comédienne à une centaine de séries anime, et à une soixantaine de jeux vidéo, en plus de nombreux doublages de films et séries étrangères. Elle a aussi fait partie du groupe musical Drops en 2004, puis a sorti quelques disques en solo de 2005 à 2009.

## Rôles

### Série d'anime
- Air Master (Waitress)
- AKB0048 (Takamina)
- Aria (Ayumi K. Jasmine)
- Ashura: Dark Phoenix Ashura (Kid)
- Astarotte no Omocha! (Porhelga Svarthaed)
- Beelzebub (Nāga)
- BLEACH (Kyouko Haida)
- Bobobo-bo Bo-bobo (Remu)
- Boruto: Naruto Next Generations (ChôChô)
- Break Blade 4: Sanka no Chi (Nike)
- Break Blade 5: Shisen no Hate (Nike)
- Break Blade Picture Drama (Nike)
- Buddha Saitan (Amanokawa Shunta)
- Busou Shinki Moon Angel (Zelnogrard)
- Cobra (Bonnie)
- D.C.: Da Capo (Mikkun)
- Danball Senki W (Kojo Asuka)
- Digimon Xros Wars (Hinomoto Akari)
- Digimon Xros Wars: Aku no Death General to Shichinin no Oukoku (Hinomoto Akari, Mervamon)
- Digimon Xros Wars: Toki wo Kakeru Shounen Huntertachi (Hinomoto Akari, Mervamon, Opossumon)
- Explosive Shooting Beyblade G Revolution (enfant)
- Fafner of the Azure (Karin Kuramae, Rina Nishio, Shokora, Kū)
- GetBackers Dakkan'ya (Young Ginji Amano)
- Gintama (Jugem [The Monkey] - eps 221-222, Lord Morimori - ep 222, Onizuka "Himeko" Hime - ep 227)
- Glass Fleet (Novy)
- Hatsukoi Limited (Meguru Watase)
- Hayate the Combat Butler (Hayate Ayasaki, Britney)
- Hayate no Gotoku 2nd Season (Hayate Ayasaki)
- HeartCatch PreCure! (Aya Mizushima)
- Himawari! (Azami)
- Hidamari Sketch (Riri)
- Hotori ~Tada Saiwai Wo Koinegau~ (Suzu)
- Horizon in the Middle of Nowhere (Makiko Oriotorai)
- Kaidan Restaurant (Ako Ōzora )
- Kekkaishi (Young Yoshimori), (Aoi Shinagawa)
- Kemeko Deluxe! (Ryōko Kurosaki)
- Kishiryū Sentai Ryusoulger (Kureon)
- Magical Girl Lyrical Nanoha (Miyuki Takamachi)
- Mobile Suit Gundam 00 Second Season (Anew Returner)
- Magical Teacher Negima! (Kaede Nagase)
- Mahoraba ~Heartful Days (Ryūshi Shiratori)
- Mugen Senki Potorisu (Yūma)
- Mushi-Uta (Kyoko Kazama)
- Nagasarete Airantō (Rin, Shizuku, Inuinu, Hatsu, autres)
- Natsu no Arashi! (Sayoko Arashiyama)
- Negima!? (Kaede Nagase)
- Net Ghost PiPoPa (Pit)
- Nisemonogatari (Yozuru Kagenui)
- Noein (Tobi)
- Nyan Koi (Sumiyoshi Kanako)
- One Piece (Akibi)
- Oniichan no Koto Nanka Zenzen Suki Janain Dakara ne!! (Hirono Kusuhara)
- Pocket Monsters Advanced Generation (Haruka's Wurmple / Silcoon / Beautifly, autres)
- Pocket Monsters Diamond & Pearl (Haruka's Beautifly, enfant)
- Saki (Mako Someya)
- Senran Kagura (Hikage)
- Shakugan no Shana (Sorath / Aizenji)
- Sket Dance (Onizuka "Himeko" Hime)
- Sky Girls (Takumi Hayami)
- Smile PreCure! (Genki Hino)
- Soredemo Machi wa Mawatteiru (Harue Haribara)
- Tenjho Tenge (Chiaki Kōnoike)
- Xenosaga: The Animation (Mary Godwin)
- YuruYuri (Nana Nishigaki)
- YuruYuri♪♪ (Nana Nishigaki)
- Zettai Karen Children (Aoi Nogami)

### OAV
- Air Gear: Kuro no Hane to Nemuri no Mori (Akito / Agito Wanijima)
- Dogs: Bullets & Carnage (Mimi)
- Hellsing Ultimate (Schrödinger)
- Naisho no Tsubomi (Daiki Nemoto)
- Negima!? (Kaede Nagase)
- Hayate the Combat Butler (Hayate Ayasaki)
- Pinky:St (Ran)
- Sky Girls (Takumi Hayami)
- Zan Sayonara, Zetsubou Sensei Bangaichi (Tane Kitsu)

## Discographie
Singles
1. 26/04/2006 : ? (太陽のかけら?)
2. 24/01/2007 : ? (ソラ色のつばさ?)
3. 06/08/2008 : Hatch
4. 10/09/2008 : ? (ダリアな気持ち?)
5. 27/05/2009 : Kilari Futari (キラリフタリ?)

Mini-album
1. 02/11/2005 : R

Albums
1. 26/07/2006 : In Bloom
2. 05/08/2009 : GLITTER